# 沙奈
沙奈（法語：Chanay，法語發音：[ʃanɛ]）是法国东部安省的一个市镇，属于楠蒂阿区。

## 地理
沙奈（46°0'22"N, 5°47'8"E）面积18.1 平方千米，位于法国奥弗涅-罗讷-阿尔卑斯大区安省，该省份为法国东部省份，北起汝拉省，西北接索恩-卢瓦尔省，西接罗讷省和里昂大都会，南至伊泽尔省，东与萨瓦省、上萨瓦省和瑞士接壤。
与沙奈接壤的市镇（或旧市镇、城区）包括：科尔博诺、巴西、沙隆日、叙尔茹-洛皮塔勒、上瓦尔罗梅。

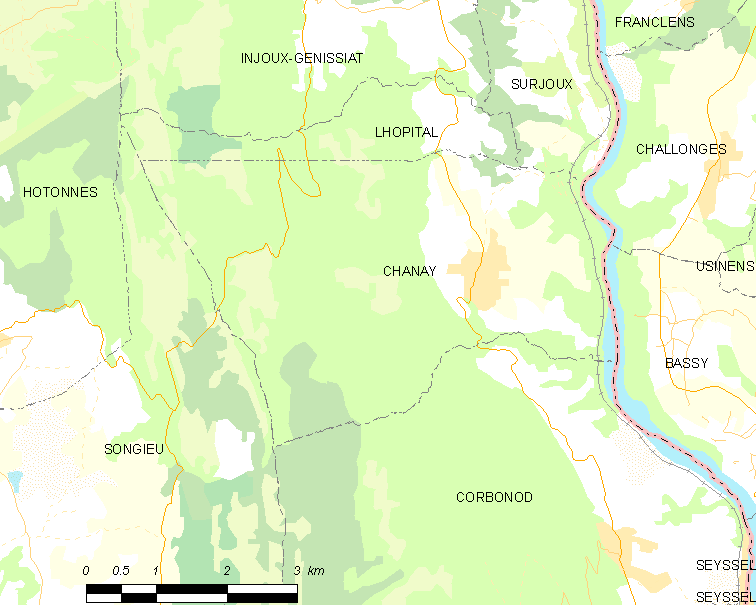
沙奈的OSM定位图

沙奈的时区为UTC+01:00、UTC+02:00（夏令时）。

## 行政
沙奈的邮政编码为01420，INSEE市镇编码为01082。

## 政治
沙奈所属的省级选区为瓦尔瑟罗讷县。

## 人口

1962-2008年间沙奈人口变化图示

沙奈于2022年1月1日时的人口数量为595人。